# Rhodotypos scandens
Espèce
Synonymes
- Corchorus scandens Thunb.[1] [2]
- Kerria tetrapetala Siebold[1] [2]
- Rhodotypos kerrioides Siebold & Zucc.[1] [2]
- Rhodotypos tetrapetala (Siebold) Makino[1] [2]
- Rhodotypos tetrapetalus (Sieb.) Makino[2]

Rhodotypos scandens est une espèce de plantes à fleurs de la famille des Rosacées. C'est, selon les sources, la seule espèce du genre Rhodotypos (genre monospécifique). C'est un arbuste feuillu, étroitement liée au genre Kerria et inclus dans ce genre par certains botanistes. Il est originaire d'Asie (Chine, Japon).
Il est aussi appelé rhodotype à quatre pétales ou Faux-Corète.

## Étymologie
Rhodotypos signifie en latin "du type de la rose" pour la vague ressemblance de sa fleur avec une rose à fleur simple. Scandens signifie "grimpant".

## Description

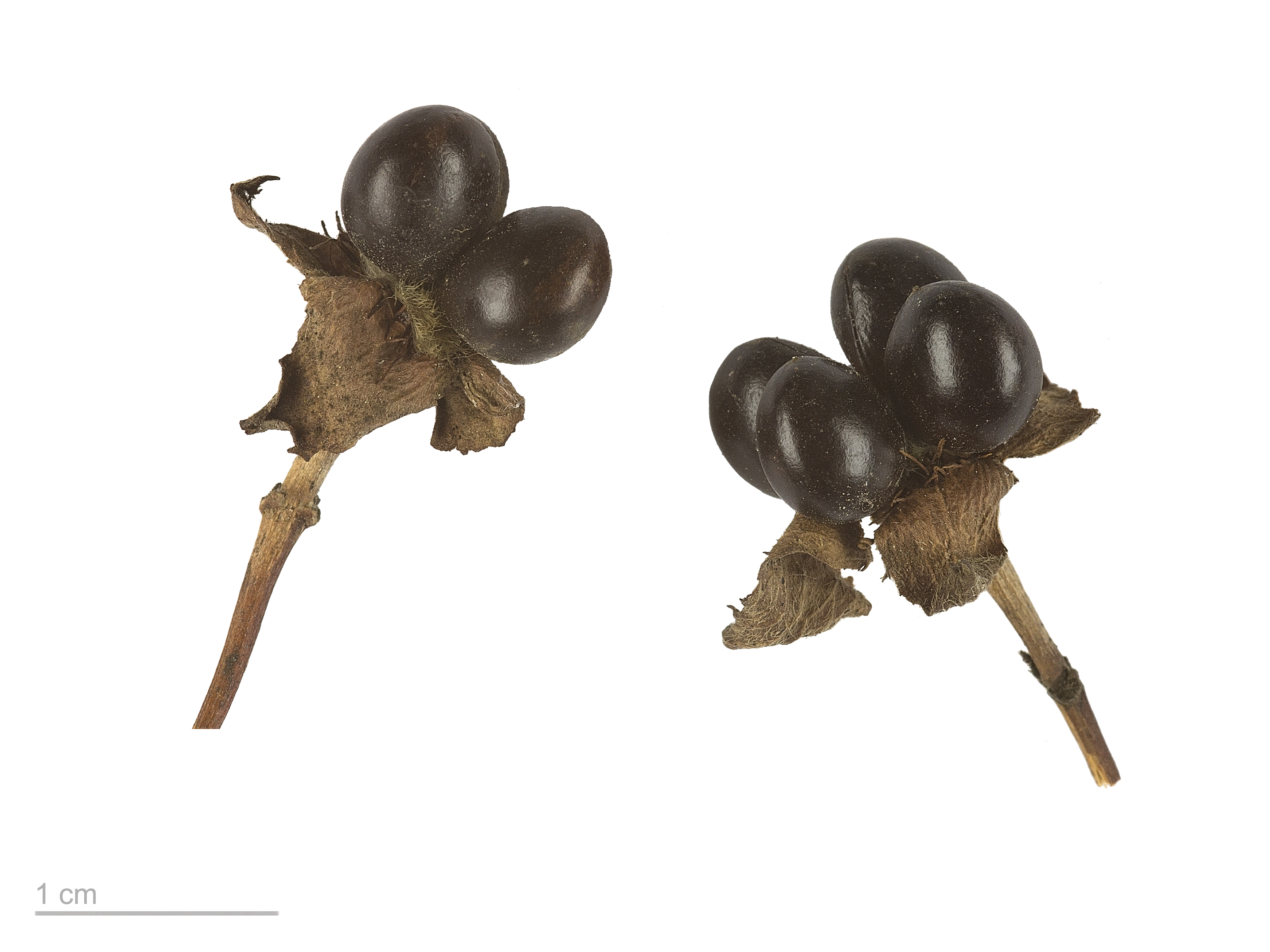
Graines.

C'est un arbuste multi-branches à croissance rapide pouvant mesurer jusqu'à 2 m de haut sur 2 m de large, à pousses arquées et feuilles.
Ses feuilles caduques, opposées, ovales, effilées, vert tendre de 3-6 cm de long et 2-4 cm de large ont une marge dentelée simple et sont profondément veinées.
Les fleurs de 3-4 cm de diamètre sont blanc pur, et (exceptionnellement pour une rosacée) ont quatre (et non cinq) pétales; 4 sépales, 4 pétales étalés, nombreuses étamines jaunes, 4 carpelles. La floraison dure de la fin du printemps au milieu de l'été.
Le fruit est un groupe de 1-4 brillants drupes sèches noir brillant de diamètre 5-8 mm entourés d'un calice persistant. Attention: baies très toxiques.
Leur aspect brillant est à l'origine du nom anglais de l'espèce "Black jet bead" (perle de jais noir).
C'est une espèce invasive dans certaines régions de l' est de l'Amérique du Nord.

## Culture
Le Rhodotypos supporte bien le froid (au moins jusqu'à −15 °C) et s'accommode de la plupart des sols, préférant cependant les terrains légers situés à mi-ombre.
Multiplication facile par bouturage en juin (jeune bois) ou à l’automne (bois aoûté). Le semis et le marcottage sont possibles.

## Utilisation
Ses graines sont parfois utilisées pour faire des colliers.